# Utukku
Dans la mythologie mésopotamienne, les utukku étaient un type d'esprit ou démon qui pouvaient être aussi bien bon que mauvais. En akkadien, ils étaient définis sous le terme utukki ; c'étaient sept mauvais démons qui étaient les descendants d'Anu et Antu (en).
Le mauvais Utukku était appelé Edimu or Ekimu, le bon Shedu. L'un des mauvais Utukku les plus connus est Alû.

## Culture populaire
Utukku est le nom donné à la méchante reine des Norns dans la trilogie fantasy de Tad Williams, l'Arcane des épées.
Des Utukkus apparaissent dans l'univers de Donjons et Dragons dans le "Creature Catalog" du magazine Dragon n°89 (Septembre 1984). C'est un extérieur du Tartare qui ressemble à un humanoïde tirant sur le lion. Ils viennent de temps en temps dans le plan primaire pour apporter la misère et rassembler des trésors.
Utukku fait une apparition dans le jeu vidéo Final Fantasy XI en tant que monstre de la classe fantôme/spectre.
Il y a aussi une catégorie de djinns Utukkus dans la trilogie de Bartiméus de Jonathan Stroud. Les Utukkus, Baztuk et Xerxes gardent Bartiméus, (qui est emprisonné dans un orbe) puis sont tués par Jabor et Faquarl, deux djinns leur étant apparus sous la forme de corbeaux. Les Utukkus sont représentés dans ce livre comme des créatures de 4 mètres de haut aimant adopter des formes typiquement égyptiennes (corps humain et tête de faucon ou de buffle).
L'Utukki apparaît aussi comme le méchant principal dans la série Babylon Rising de Tim LaHaye.